# Thalassodes dissita
Thalassodes dissita là một loài bướm đêm trong họ Geometridae.